# Ириней (Шестаков)
Ириней Шестаков (в миру Иван Иванович; 1767 — после 1827) — архимандрит Рязанского Троицкого и Солотчинского монастырей Русской православной церкви и педагог.

## Биография
О его мирской жизни сведений почти не сохранилось, известно лишь, что Иван Шестаков родился в 1767 году; «великороссиянин» и происходил из духовного звания. Обучался в Рязанской духовной семинарии.
Еще будучи семинаристом, И. И. Шестаков занимался с 1784 года преподаванием в младших классах греческого и латинского языков. В 1793 году он был назначен учителем философии, преподавал также естественную историю и врачебное искусство. После преобразования семинарии в 1808 году остался профессором греческого и еврейского языков. Иван Иванович Шестаков был отличным знатоком классических языков и свободно говорил по-гречески и по-латыни. Семь лет был библиотекарем в семинарии и привёл библиотеку в надлежащий порядок. Некоторое время занимался публичным изъяснением в семинарии по воскресным дням катехизиса и Евангелия. 
С 1788 по 1792 год Иван Иванович Шестаков был диаконом, а с 1792 года — священником при Кафедральном соборе города Рязани; состоял духовником, экзаменатором, «увещателем» преступников и исполнял особые поручения и комиссии. 
10 марта 1812 года Шестаков принял монашеский постриг с именем Ириней и тогда же был произведен в архимандрита Рязанского Троицкого монастыря, а в 1813 году был переведен в Солотчинский Рождество-Богородичный монастырь. 
В 1816 году для излечения болезни глаз Ириней Шестаков поступил в Голицынскую больницу города Москвы. Здесь был замечен Государем, посетившим больницу в том же году, и взят им на свое собственное попечение и помещен в доме лейб-медика Христиана Ивановича Лодера, где и находился до 1820 года; потом вернулся в свой монастырь. 
29 апреля 1827 года Ириней Шестаков был отправлен, по собственному прошению, на покой с пенсией в размере полного получаемого им жалованья.